# Gymnocladus
Genre

Gymnocladus  est un genre de plantes à fleurs dicotylédones de la famille des Fabaceae (légumineuses), sous-famille des Caesalpinioideae, originaire d'Amérique du Nord et d'Asie de l'Est, qui comprend cinq espèces acceptées. Quatre espèces proviennent d'Asie alors qu'une seule, Gymnocladus dioica, est indigène en Amérique du Nord.  
Ce sont des arbres qui se rencontrent dans les forêts de plaine ou de montagne, tempérées ou tropicales, parfois sur les rives des cours d'eau.

## Étymologie
Le nom générique « Gymnocladus »  dérive de deux racines grecques :  γυμνός (gymnos), « nu », et kládos (clados), « rameau », en référence à l'« air nu et mort de l'espèce la plus connue de ce genre lorsqu'en hiver elle est dépouillée de ses feuilles ». 

## Liste d'espèces
Selon The Plant List (21 décembre 2018) :
- Gymnocladus angustifolius (Gagnep.) J.E.Vidal
- Gymnocladus assamicus P.C.Kanjilal
- Gymnocladus burmanicus C.E.Parkinson (Gymnocladus de Birmanie)
- Gymnocladus chinensis Baill. (Gymnocladus de Chine)
- Gymnocladus dioicus (L.) K.Koch (Chicot févier)

Certaines anciennes classifications incluaient les espèces du genre Gleditsia dans le genre Gymnocladus (Gymnocladus williamsii = Gleditsia sinensis).